# Колчук Федір Самуїлович
Федір Самуїлович (Самойлович) Колчук (15 вересня 1894 року, село Підлісся, нині Жабинківський район, Брестська область — 3 січня 1972 року, Вінниця) — радянський військовий діяч, генерал-майор (17 листопада 1942 року).

## Життєпис
Федір Самуїлович Колчук народився 15 вересня 1894 року в селі Підлісся, нині Жабинківського району Брестської області Руспубліки Білорусь.

### Перша світова та громадянська війни
У січні 1915 року Федір Колчук був призваний до лав Російської імператорської армії і направлений до Волинського запасного полку, а в травні 1917 року в чині унтер-офіцера переведений до запасного електротехнічного батальйону. Брав участь у бойових діях на Петроградському та Південно-Західному фронтах.
Під час Жовтневого перевороту вступив до складу червоногвардійського загону, після чого брав участь у бою проти юнкерів під час захоплення Петроградської телефонної станції, а потім працював телефоністом у Центральному військовому комісаріаті.
У травні 1918 року переїхав на Урал, де вступив до червоногвардійського загону під командуванням Івана Малишева, у складі якого служив телефоністом і брав участь у бойових діях у районі Золотоуста та заводу міста Міас. 27 червня того ж року потрапив у полон і в березні 1919 року був мобілізований в армію Олександра Колчака і направлений до полку імені Тараса Шевченка, який формувався з українців у Челябінську. У бойових діях проти Червоної армії (РСЧА) не брав участі. На початку травня полк був направлений на фронт у складі 11-ї дивізії Армії Колчака в район станції Сарай-Гар Самаро-Уфимської залізниці, де підняв повстання і перейшов на бік РСЧА. Незабаром Федір Колчук направлений до складу 216-го стрілецького полку (24-а Симбірська Залізнична стрілецька дивізія), був призначений на посаду командира батальйону, після чого брав участь у бойових діях під час Уфимської наступальної операції. З серпня — перебував у складі 1-ї армії Туркестанського фронту у боротьбі проти Південної армії об'єднаного військ білого руху. На початку 1920 року дивізія була направлена на Західний фронт, де у складі Мозирської групи військ та 12-ї армії брала участь у бойових діях під час радянсько-польської війни. У червні 1920 року Колчук був поранений і після лікування в серпні повернувся до полку, де служив на посадах командира батальйону, помічника командира і командира полку.

### Міжвоєнне двадцятиліття
З червня 1921 року Федір Колчук продовжив військову службу в складі 24-ї стрілецької дивізії на посадах командира 214-го, 208-го та 210-го стрілецьких полків, а з липня 1922 року — на посаді помічника командира 70-го та 71-го стрілецьких полків. У грудні 1922 року направлений на навчання до Вищої тактико-стрілецької школи командирського складу, після закінчення якої в 1924 році повернувся в дивізію та обійняв посаду помічника командира по господарській частині 71-го стрілецького полку, а в квітні 1927 року був переведений на посаду командира 4-го Туркестанського стрілецького полку 2-ї стрілецької дивізія Середньоазійського військового округу.
У жовтні 1928 року був направлений на навчання до Військової академії імені М. В. Фрунзе, після закінчення якої у березні 1931 року служив на посадах начальника навчального відділу та начальника штабу Школи військових повідомлень імені М. В. Фрунзе. У грудні 1934 року Федір Колчук був призначений на посаду командира 6-ї окремої експлуатаційної залізничної бригади у складі ОКДВА, а з 1936 року — у складі Далекосхідного фронту. У квітні того ж року Федір Колчук нагороджений орденом Трудового Червоного Прапора.
28 липня 1938 року Федір Колчук був звільнений із лав РСЧА за ст. 43, п. «а» та 9 серпня того ж року заарештований, після чого перебував під слідством. 24 березня 1939 року Військовим трибуналом Амурської залізниці офіцера було засуджено за ст. 193, п. 17 «а» умовно з дворічним випробувальним терміном.

### Німецько-радянська війна
З початком війни Федір Колчук був відновлений у лавах РСЧА і в липні 1941 року призначений на посаду командира 182-го армійського запасного стрілецького полку Південного фронту, після чого брав участь у бойових діях у районі Мелітополя. У травні 1942 року призначений на посаду командира 353-ї стрілецької дивізії, яка брала участь у бойових діях у передгір'ях Кавказу, в Краснодарському краї та на туапсинському напрямку, а потім — у Нікопольсько-Криворізькій, Березнегувато-Снігурівській та Одеській наступальній операціях. При звільненні Дніпродзержинська дивізії було присвоєно почесне найменування «Дніпродзержинська», а Федір Колчук - нагороджений орденом Суворова II ступеня.
У травні 1944 року призначений на посаду командира 37-го стрілецького корпусу, який незабаром брав участь у бойових діях у ході Ясько-Кишиневської, Дебреценської, Будапештської та Віденської наступальних операцій.

### Повоєнна кар'єра
Після закінчення війни перебував на посаді командира 37-го стрілецького корпусу в складі новоствореного Прикарпатського військового округу. У липні 1946 року призначений на посаду заступника командира 35-го гвардійського стрілецького корпусу, а в листопаді 1950 року — на посаду начальника 1-го військового автомобільного училища.
Генерал-майор Федір Самуїлович Колчук у грудні 1953 року вийшов у відставку. Помер 3 січня 1972 року на 78-му році життя у Вінниці.

## Військові звання
- Комбриг (2 грудня 1935 року);
- Генерал-майор (17 листопада 1942[1]).

## Нагороди
- Орден Леніна ;
- Три ордени Червоного Прапора ;
- Два ордени Суворова 2-го ступеня;
- Орден Кутузова 2-го ступеня;
- Орден Вітчизняної війни 1-го ступеня;
- Орден Трудового Червоного Прапора[2] ;
- Медалі, у тому числі «За оборону Кавказу», «За взяття Будапешта», «За перемогу над Німеччиною»[3].